# Émile Wauters
Pour les articles homonymes, voir Wauters.
Émile Wauters, né le 19 novembre 1846 à Bruxelles et mort le 12 décembre 1933 à Paris, est un artiste peintre belge.

## Biographie
Émile Wauters est le deuxième enfant d'Anne Marie Charlet et de Jules Wauters, greffier à la Cour de cassation, qui eurent deux autres fils (dont Alphonse-Jules Wauters) et une fille. Il est également le neveu de l'archiviste Alphonse Wauters.
Il est durant quelques mois l'élève du peintre décorateur Albert Charles avant de devenir l'élève de Jean-François Portaels à l'Académie royale des beaux-arts de Bruxelles en 1865 et 1866, puis de Jean-Léon Gérôme à l'École nationale supérieure des beaux-arts de Paris en 1867. Cependant, il ne suivra pas les conseils reçus de ce dernier et exécutera de nombreuses copies au musée du Louvre pendant les six mois passés à Paris.
Un peintre louvaniste s'appelant Charles Wauters, et désirant éviter toute confusion, Wauters décida de signer ses œuvres Émile Wauters.
Il voyage en Italie, où il peint sa Grande nef de Saint-Marc, qui sera achetée par le roi Léopold II.
Trop jeune pour obtenir la médaille du Salon de Bruxelles, Émile Wauters est envoyé à titre de compensation par le ministre des beaux-arts, en tant qu'artiste-délégué, à Suez pour l'inauguration du canal.
En 1870, Émile Wauters expose son grand tableau historique Marie de Bourgogne implorant les magistrats de Gand la grâce de ses conseillers Hugonet et d'Humbercourt qui étonne par la grande maîtrise de ce jeune artiste, impression confirmée l'année suivante à l'Exposition internationale de Londres.
Deux ans plus tard, il présente au Salon de Bruxelles de 1872 la Folie de Hugo van der Goes qui fut aussi un réel succès. L'État belge achètera ces deux œuvres, la première pour le Musée d'art moderne et d'art contemporain de Liège et la seconde pour les Musées royaux des beaux-arts de Belgique.
La ville de Bruxelles, voulant s'enrichir d'une œuvre du jeune triomphateur, lui demanda de décorer le grand escalier des Lions de l'Hôtel de ville. Il y avait là deux grands murs sur lesquels l'artiste tracerait le souvenir de deux pages glorieuses de l'histoire communale de Bruxelles. Wauters y peint Marie de Bourgogne jurant de respecter les privilèges de la commune et Les Bruxellois en armes réclamant la Charte au duc Jean IV de Brabant.
Ses autres grandes compositions sont Sobieski et son état-major à Kahlenberg, devant Vienne assiégée (Musées des beaux-arts de Belgique) et à la suite de ses voyages en Espagne, à Tanger et en Égypte, La Grande Mosquée, Charmeurs de Serpent du Sokko, Le Caire, près du pont de Kasr-el-Nil peint en 1881 et conservée au Musée des beaux-arts d'Anvers.
En 1880, la mode étant aux panoramas, une société montrant au public ces gigantesques toiles lui passe commande du Panorama de la bataille de Custozza, destiné à la ville de Vienne, en Autriche, mais Wauters refuse, de crainte de heurter la susceptibilité de l'Italie et propose un autre panorama, Le Caire et les rives du Nil, qu'il peint en six mois en 1881 avec la collaboration, entre autres, de Jean Degreef. Achevé en 1881, l'œuvre est inaugurée en présence du Roi et de la Reine. Ce vaste panorama, connu sous le nom de Panorama du Caire sera exposé avec un succès extraordinaire à Bruxelles, Vienne, Munich, et La Haye. Une brochure explicative réalisée par Jules Wauters, historien d'art et frère de l'artiste est éditée pour accompagner la visite. L'œuvre est acquise par le baron Cavens après la faillite de la société propriétaire et offerte en 1896 à l'État belge. Elle est la pièce maîtresse de l'Exposition universelle de 1897 dans le parc du Cinquantenaire à Bruxelles, dans un pavillon mauresque, une rotonde spécialement construite pour l'abriter (actuellement la Grande Mosquée de Bruxelles). Après l'exposition, la rotonde et la toile se détériorent, notamment à cause de l'humidité des lieux, mais sont restaurées à plusieurs reprises, en 1908, 1920 et 1950. Le panorama, découpé en six morceaux enroulés, rejoint les réserves des Musées d'Art et d'Histoire où ils disparaissent, Un fragment important est retrouvé en 2020 chez un antiquaire français et restitué au Musée,. À noter qu'un petit musée accolé à la rotonde accueillait à l'origine une autre toile d'Émile Wauters, Sobieski devant Vienne. 
Émile Wauters est aussi un éminent portraitiste. Ses portraits, plus de deux cents recensés, comprennent plusieurs des plus grands noms en Belgique, de France et d'Amérique. Parmi ceux-ci le baron Goffinet, la baronne Goffinet, madame Somze debout devant un piano, monsieur Somze à cheval au bord de la mer, la princesse Clémentine de Belgique (Musées des beaux-arts de Belgique), Lady Edward Sassoon, le baron de Bleichroder, la princesse de Ligne, Miss Lorillard, une ressemblance de l'artiste au musée de Dresde et M. Schollaert, président de la Chambre des députés. La vigueur de l'homme et la grâce et l'élégance de la femme font que ses portraits soient insurpassables, d'une ressemblance parfaite et d'une exécution technique incomparable.
Le 5 janvier 1882, Émile Wauters est élu membre de l'Académie royale des sciences, des lettres et des beaux-arts de Belgique, classe des Beaux-Arts. Entre 1889 et 1900, le peintre deviendra membre de l'Académie royale de Londres, membre honoraire des académies de Vienne, Berlin et Munich, et membre correspondant de l'Institut de France et de Madrid.
La commune de Saint-Josse-ten-Noode étant en train de transformer l'habitation du sculpteur Guillaume Charlier en musée, Wauters jugea préférable de léguer ses études, esquisses, dessins et quelques portraits (dont celui de la cantatrice Nellie Melba) à ce nouveau musée.

## Prix et distinctions
Peu d'artistes ont reçu une telle succession de distinctions et de reconnaissances notables.
Son Hugo van der Goes, travail d'un jeune artiste de vingt-six ans, a obtenu la Grande Médaille du Salon de Paris. Il a reçu pas moins de six médailles d'honneur à Paris en 1878 et 1889, à Munich en 1879, à Anvers en 1885, à Vienne en 1888 et à Berlin en 1883.
Distinctions honorifiques:
- Grand cordon de l'ordre de Léopold en 1932[5];
- Officier de la Légion d'honneur;
- Ordre du Mérite de Prusse;
- Ordre de Saint-Michel de Bavière,

## Œuvres
- Portrait d'Homme au turban jaune, 1868, huile sur toile marouflée sur panneau, 56 x 40 cm, collection Djillali Mehri.

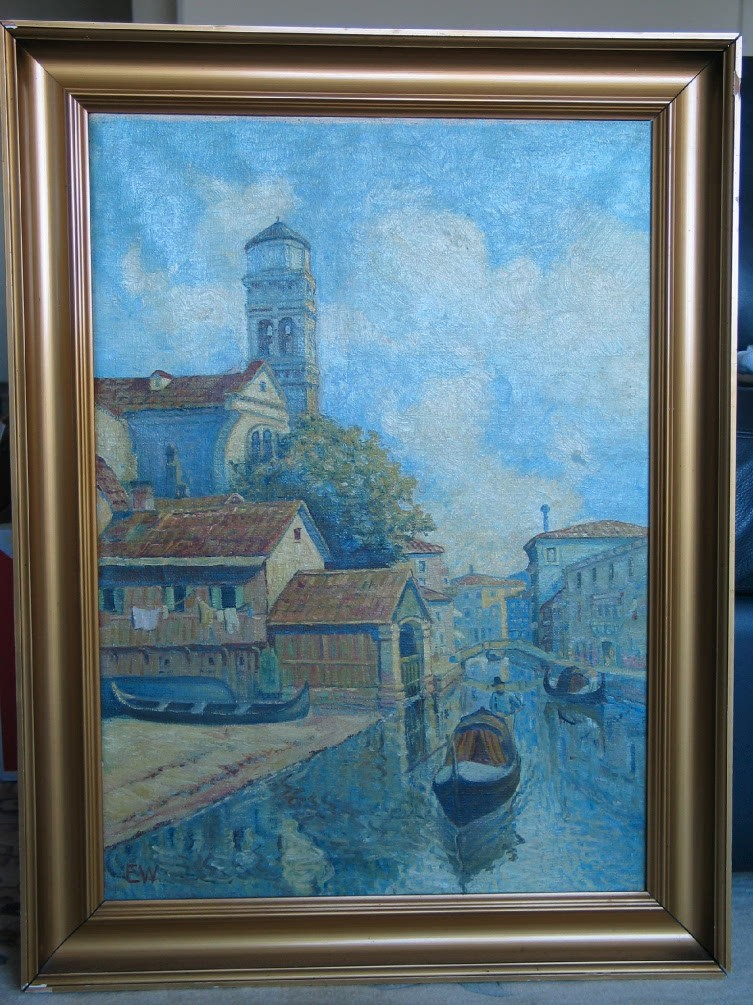
Peinture de 1874.
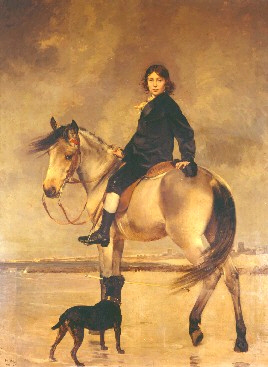
Portrait de Gaëtan de Somzée à cheval, 1882, Musées royaux des beaux-arts.
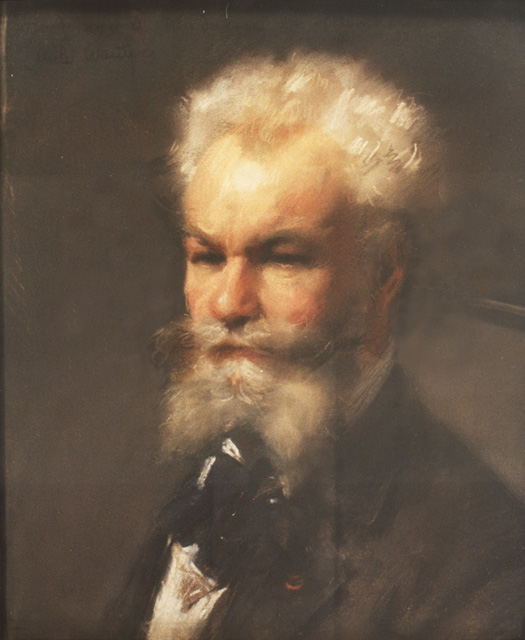
Mihály Munkácsy, pastel.
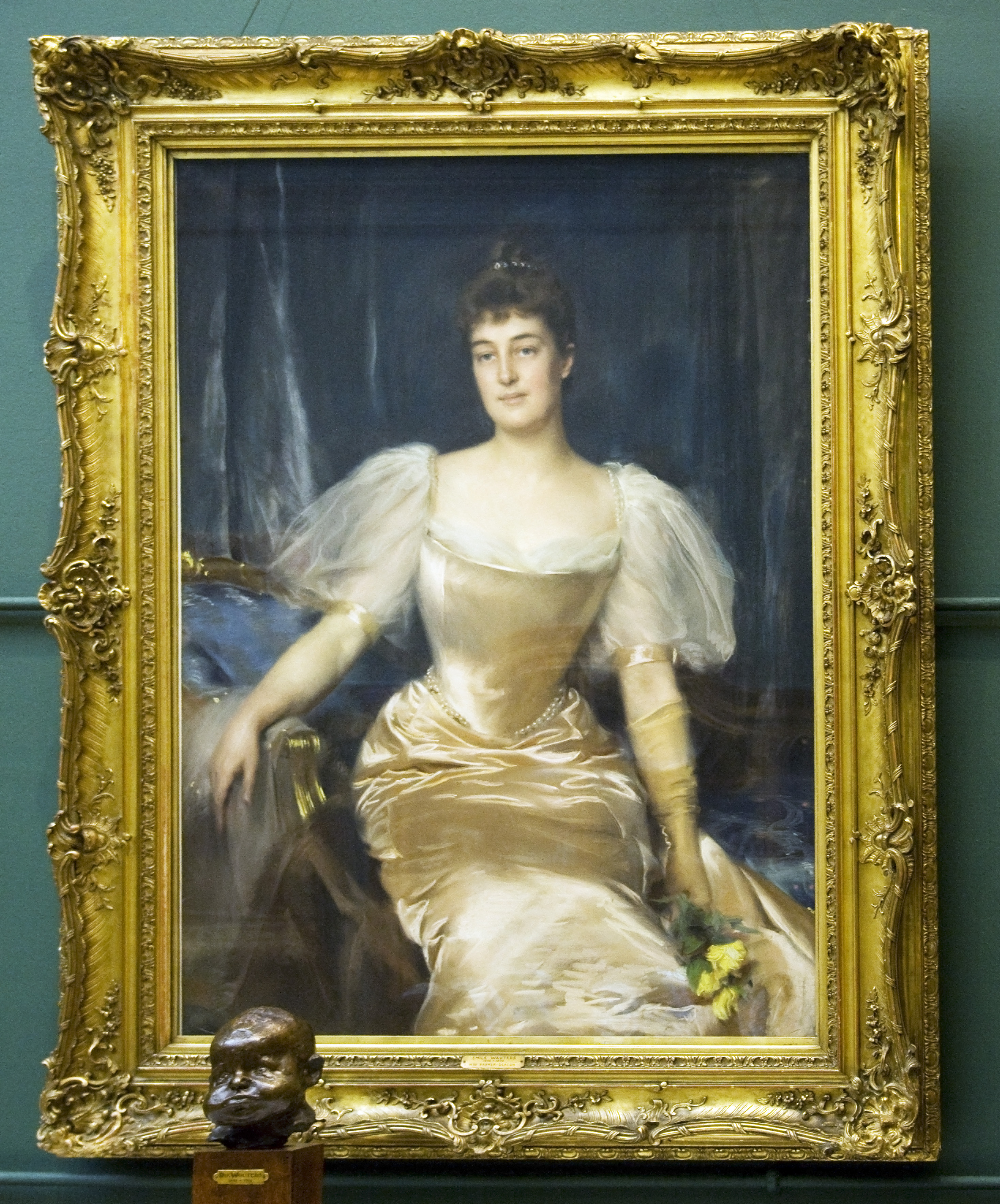
Madame Parkers-Deacon.
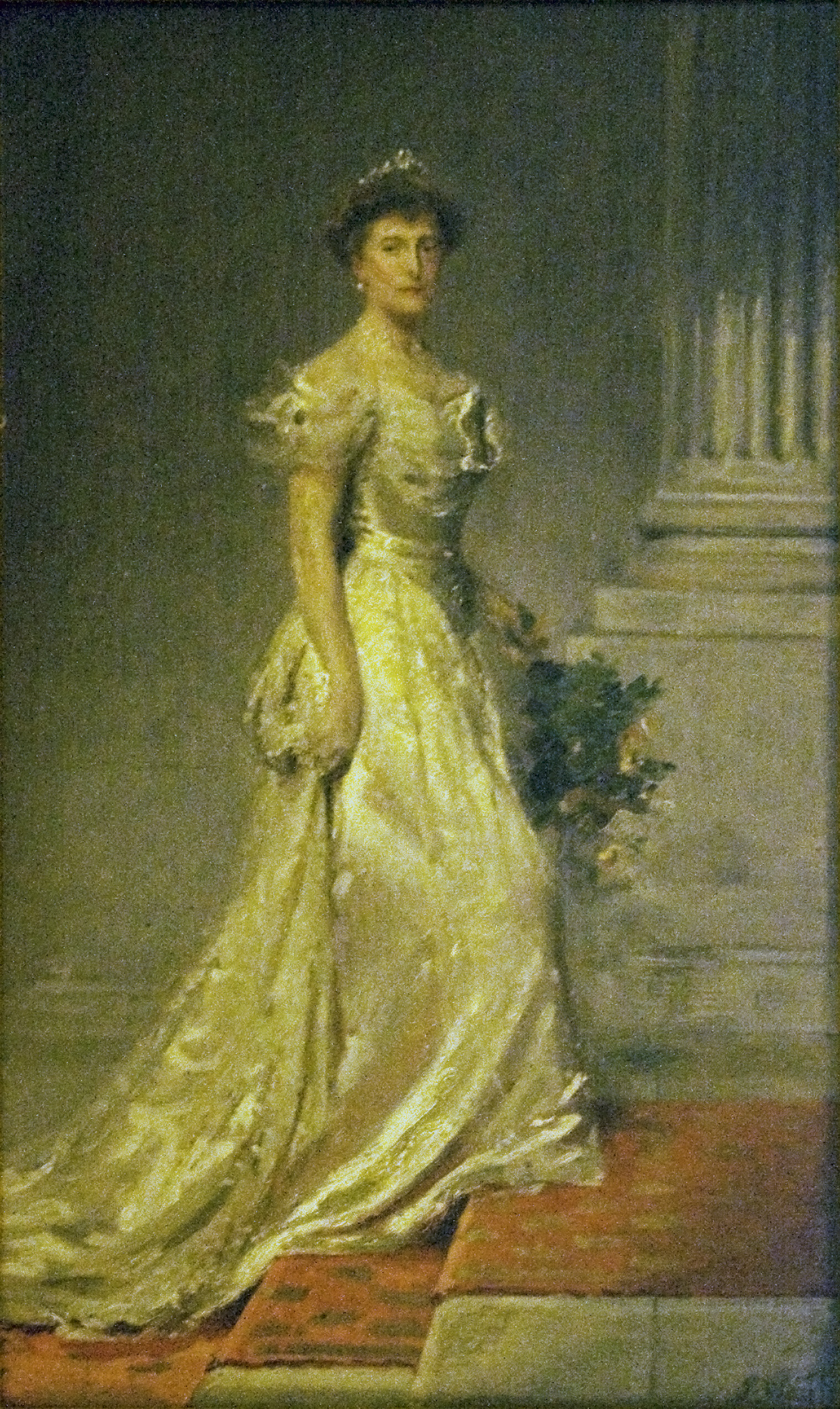
Princesse Clémentine, musée Charlier.
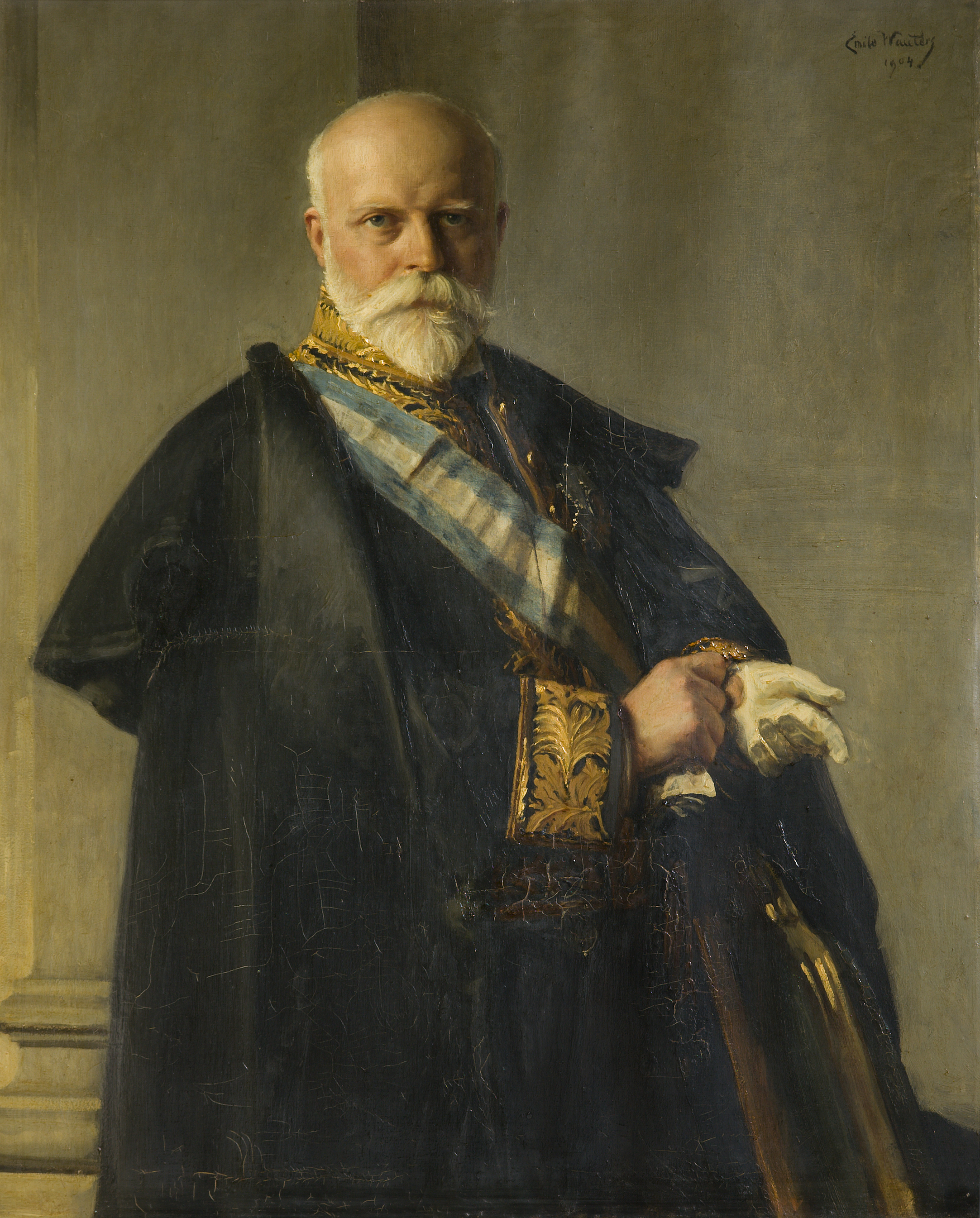
Joseph d’Ursel, 1903, palais de la Nation.

## Hommages
Une rue à Laeken (Bruxelles) porte son nom